# Ctenus nigrolineatus
Ctenus nigrolineatus este o specie de păianjeni din genul Ctenus, familia Ctenidae, descrisă de Berland, 1913.
Este endemică în Ecuador. Conform Catalogue of Life specia Ctenus nigrolineatus nu are subspecii cunoscute.